# Jean Gimpel
Jean Gimpel (Parigi, 10 ottobre 1918 – Londra, 15 giugno 1996) è stato uno storico francese.
È uno storico medievalista, scrittore di saggi francese. La sua opera ruota intorno alla questione delle tecnologie e del progresso o del regresso della civiltà. Ha poi appoggiato la resistenza durante la seconda guerra mondiale.
Insieme a Lynn White Jr., è il cofondatore nel 1984 dell'associazione Villard de Honnecourt for the interdisciplinary study of medieval science, technology and art (Avista) a Kalamazoo (Michigan). I lavori di Jean Gimpel intendono rivalutare il Medioevo.

## Famiglia
Jean Gimpel è il fratello adottivo di Ernest Gimpel (5/08/1913 - 26/01/1973), conosciuto come Charles Gimpel (questo nome gli è stato attribuito in un periodo di clandestinità)e di Peter Gimpel (26/10/1915 - 12/06/2005), fondatori a Londradella galleria Gimpel Fils nel 1946. Molto influente, la galleria ha promosso il lavoro di artisti tra cui Nicolas de Staël, Pierre Soulages, Marcel Duchamp, Yves Klein, Lynn Chadwick e Anthony Caro.                                                                                         Il padre dei fratelli Gimpel è René Gimpel, un conosciuto mercante d'arte amico di Proust, che appoggiava la resistenza durante la guerra (come i figli), fu deportato a Neuengamme dove morì nel 1945. La loro madre è Fiorenza Duveen, figlia di Joseph Duveen, fondatore, insieme al fratello Henry, della Duveen Bros Inc.